# San Andrés Calpan
San Andrés Calpan är en kommunhuvudort i Mexiko.   Den ligger i kommunen Calpan och delstaten Puebla, i den sydöstra delen av landet, 80 km sydost om huvudstaden Mexico City. San Andrés Calpan ligger 2 416 meter över havet och antalet invånare är 10 402.
Terrängen runt San Andrés Calpan är kuperad åt sydväst, men åt nordost är den platt. Terrängen runt San Andrés Calpan sluttar brant österut. Runt San Andrés Calpan är det ganska glesbefolkat, med 50 invånare per kvadratkilometer. Närmaste större samhälle är Cholula, 16,8 km öster om San Andrés Calpan. I omgivningarna runt San Andrés Calpan växer huvudsakligen savannskog.